# ملجک
ملجک (به ترکی آذربایجانی: Məlcək) یک منطقهٔ مسکونی در جمهوری آذربایجان است که در شهرستان شماخی واقع شده‌است.